# Amenemheb (chef des archers)
Pour les articles homonymes, voir Amenemheb.
Le courageux chef des archers Amenemheb est un intime, et sans doute ami d'enfance de Thoutmôsis III. C'est un enfant du Kep. Il accompagna Thoumôsis III dans toutes ses campagnes et sa carrière se poursuivit sous Amenhotep II.

## Note
1. ↑  Le Kep est une institution royale, dépendant du palais royal, où sont éduqués les princes et les jeunes nobles ainsi que les fils de princes étrangers emmenés en otage en Égypte.